# Melchom

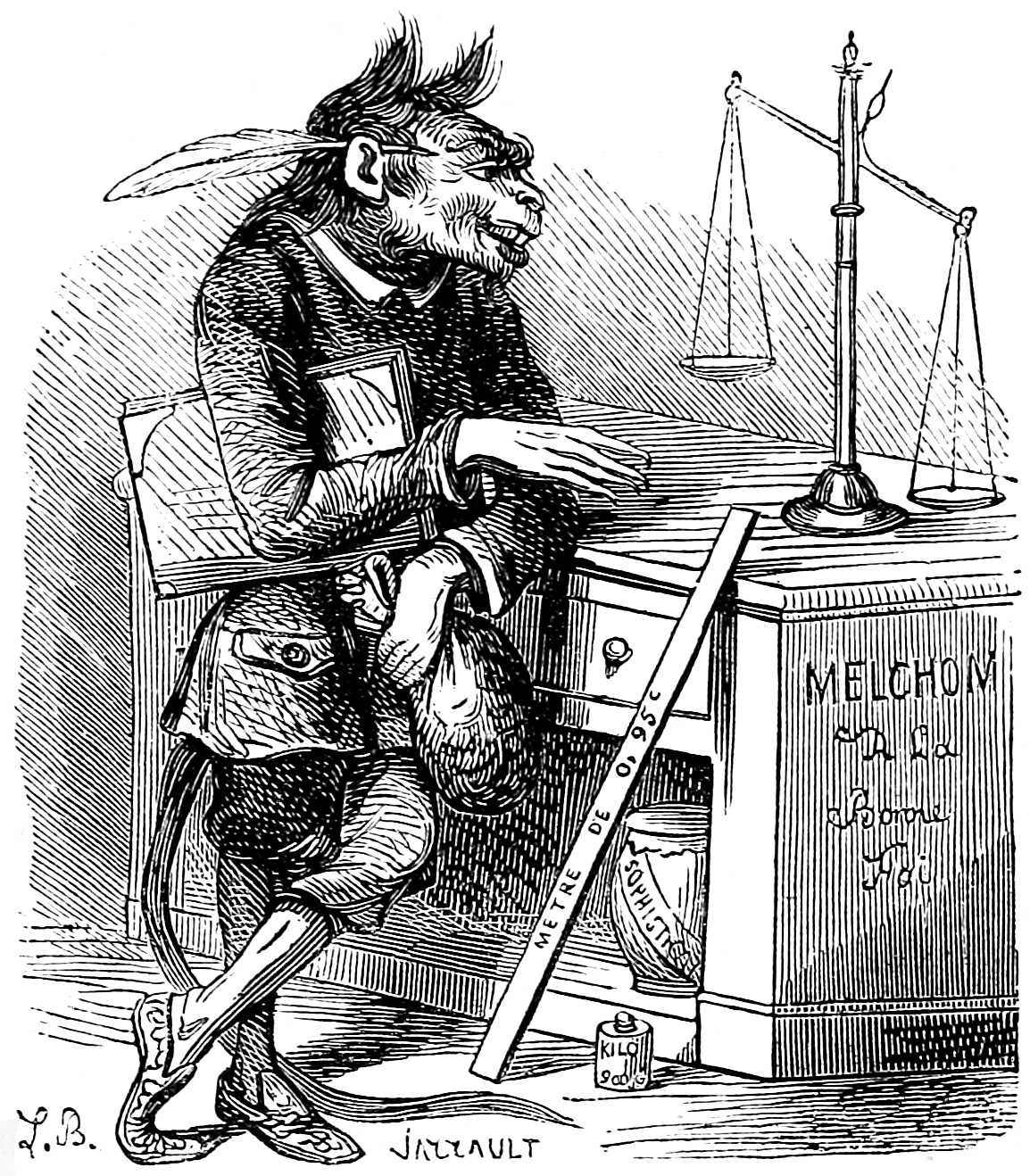
Descrição de Melchom no Dictionnaire Infernal

Melchom é um demônio ou espírito no Dictionnaire Infernal. É o deus ou ídolo dos amonitas, também chamado Moloch, e Melech, que em hebraico significa "rei", e Melchom, que significa "rei sobrenatural", referindo-se ao seu rei Melchom, seu ídolo profano.
Num comentário de Jamieson-Fausset-Brown, na Bíblia lê-se:

"O deus Amonita, é dito por fazer o que fazem, ou seja, ocupar a terra israelita de Gade. Para o Senhor, o teocrático "rei" de Israel, a terra pertencia de direito, de modo que seu Moloch, ou Melchom foi um usurpador-rei."

Esta declaração se aplica que, enquanto o amonitas viveram em Gade, o mesmo que fizera Melchom, mas depois que eles foram expulsos pelos israelitas, Melchom foi derrubado do seu trono adorado, este é o momento em que Melchom foi incorporado como um demônio, e depois, o Rei David " tomou sua coroa ". Nesta nova forma, ele é um demônio menor, e é o pagador dos serventes no inferno. Ele é conhecido como "aquele que carrega a bolsa".